# 德尔塔 (密苏里州)
德尔塔（英語：Delta）是一个美國城市，位於密苏里州开普吉拉多县。根據2010年的人口普查，當地人口為438人。

## 地理
根据美国人口普查局，该城市的总面积為0.39平方英里（1.01平方）。